# Culture alsacienne
 (Juillet 2021).

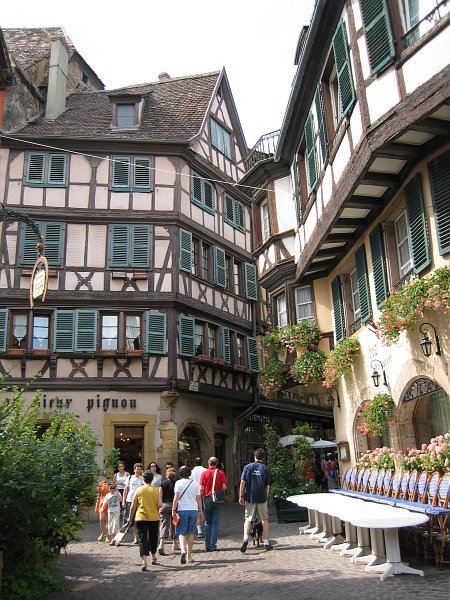
Maisons à colombages à Colmar.

L'Alsace est une région dont l'histoire est faite de tiraillements entre France et Allemagne. Sa situation géographique la situe entre Suisse, Allemagne et France. Ce contexte explique l'affirmation d'une identité régionale spécifique.
L'architecture alsacienne est une composante importante des traditions culturelles de la région. La maison alsacienne traditionnelle est montée sur un soubassement de pierre, donc surélevée. Carrée, massive, basse de plafond, ses murs comportent des colombages,. Elle est chauffée par un poêle de masse, similaire à ceux utilisés en Europe orientale.
Sa langue, l'alsacien, transmise de génération en génération et encore parlée au XXIe siècle, atteste la singularité de la région et la volonté de ses habitants de pérenniser ses coutumes.

## Les fêtes en Alsace
L'Alsace est une terre de fête. Aux festivités nationales s'ajoutent de nombreuses manifestations locales, célébrées avec ferveur. Au fil de l'histoire, les traditions de carnaval sont devenues en Alsace un outil culturel d'affirmation de l'indépendance régionale, en réaction à la politique d'assimilation culturelle allemande post-1870, ou française post-1918.
De 1902 à 1947 cependant, aucun carnaval ne se déroule à Strasbourg, centre de la culture alsacienne. Le Wakes Fassenag ou « Carnaval des Voyous », qui s'y tient de 1973 à 1978, s'est fait l'écho d'un autre conflit plus immatériel, opposant la vie moderne et ses exigences industrielles, et la tradition d'un mode de vie plus confortable.
Dans les villages, le Messti ou la Kilbe, qui a lieu une fois par an, est la fête familiale par excellence. Après le culte puis un repas copieux, les familles se retrouvent à la foire-kermesse. Des produits du village ou du hameau voisin sont exposés par les artisans. Les réjouissances se terminent par un bal. Le folklore se manifeste lors de ces festivités locales, où costumes, musiques et danses traditionnelles sont de mise.

## Gastronomie

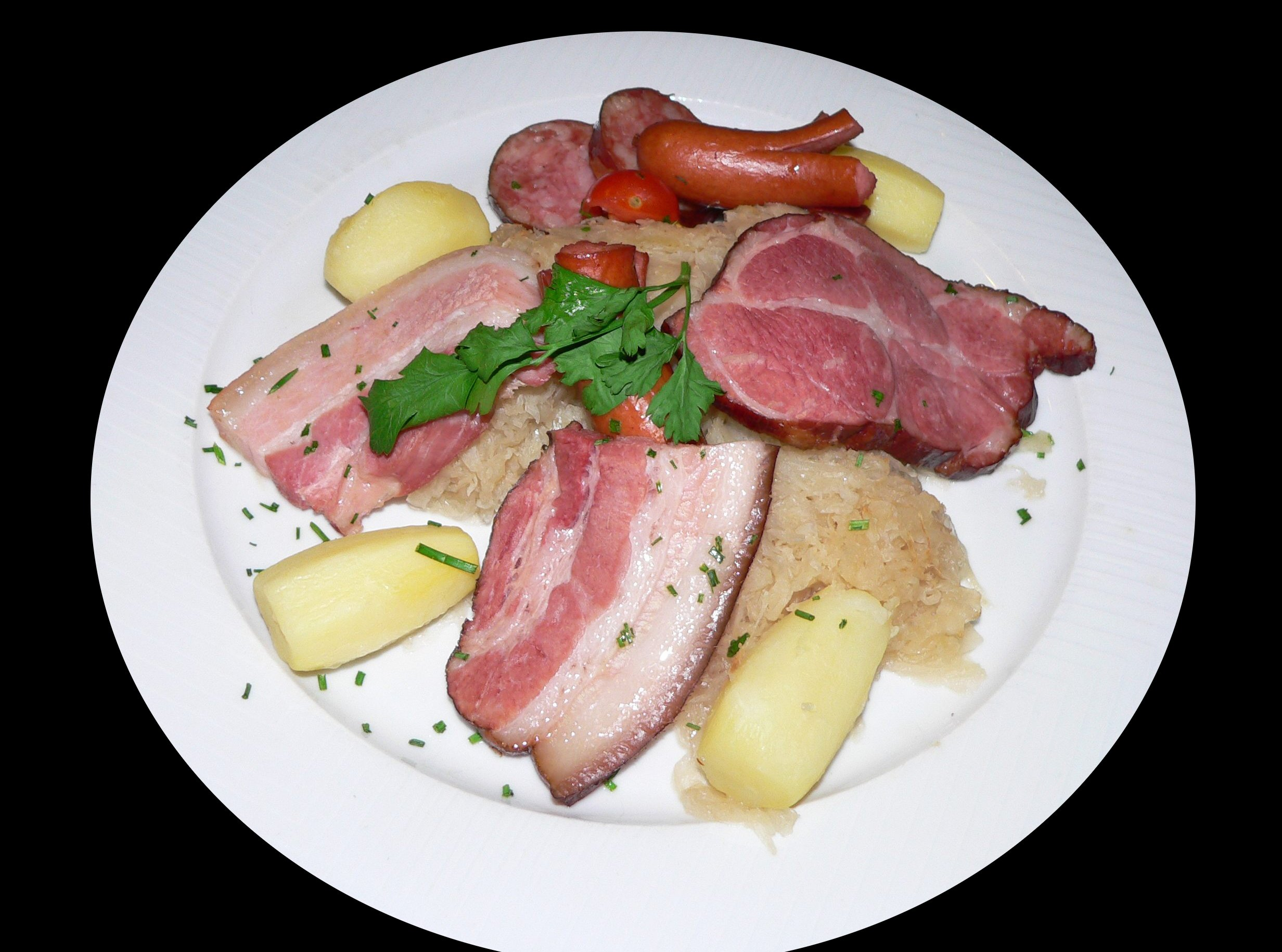
Choucroute alsacienne garnie.

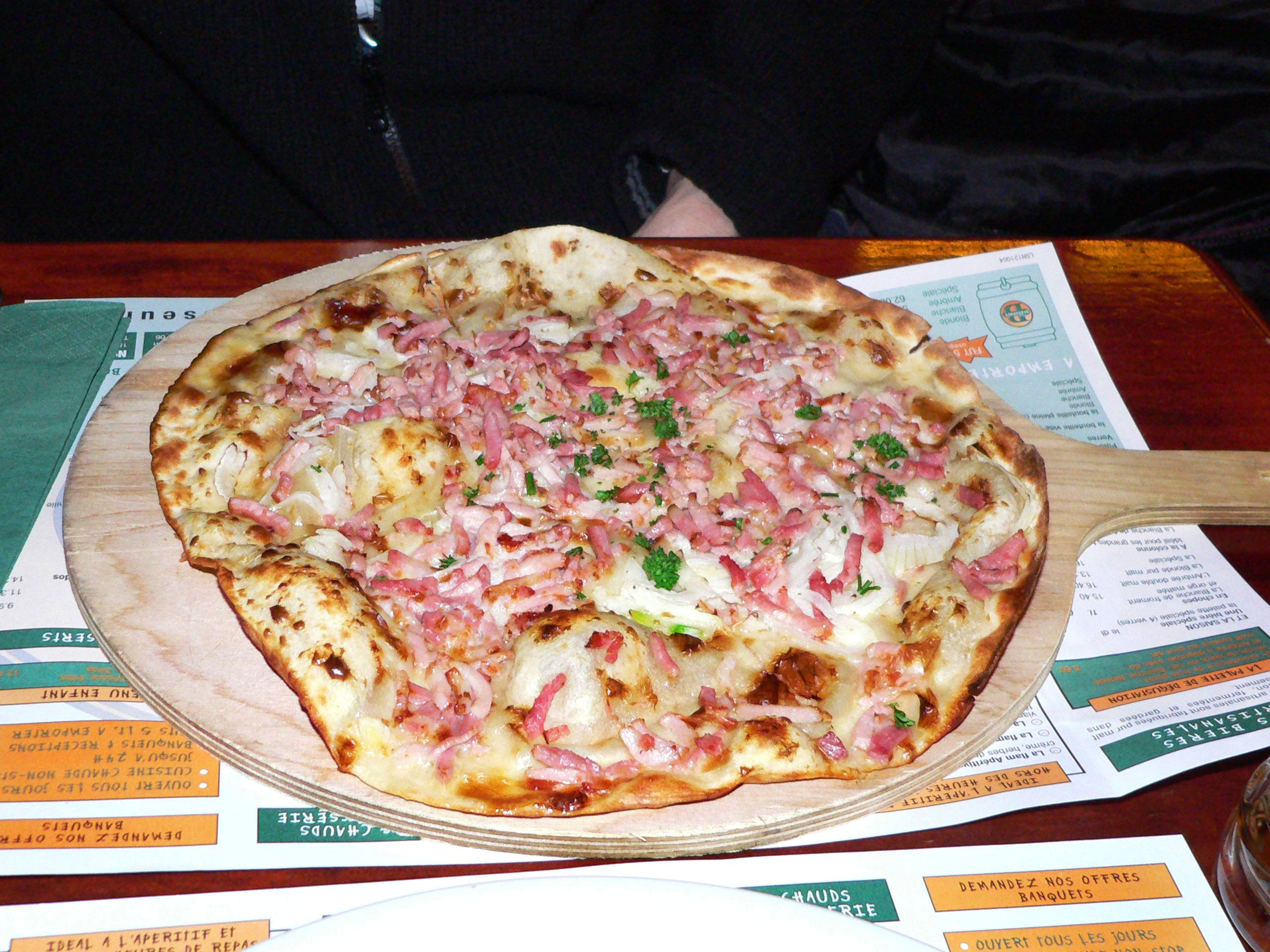
Tarte flambée.

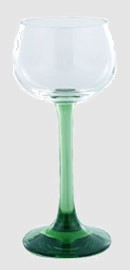
Un verre de vin alsacien traditionnel.

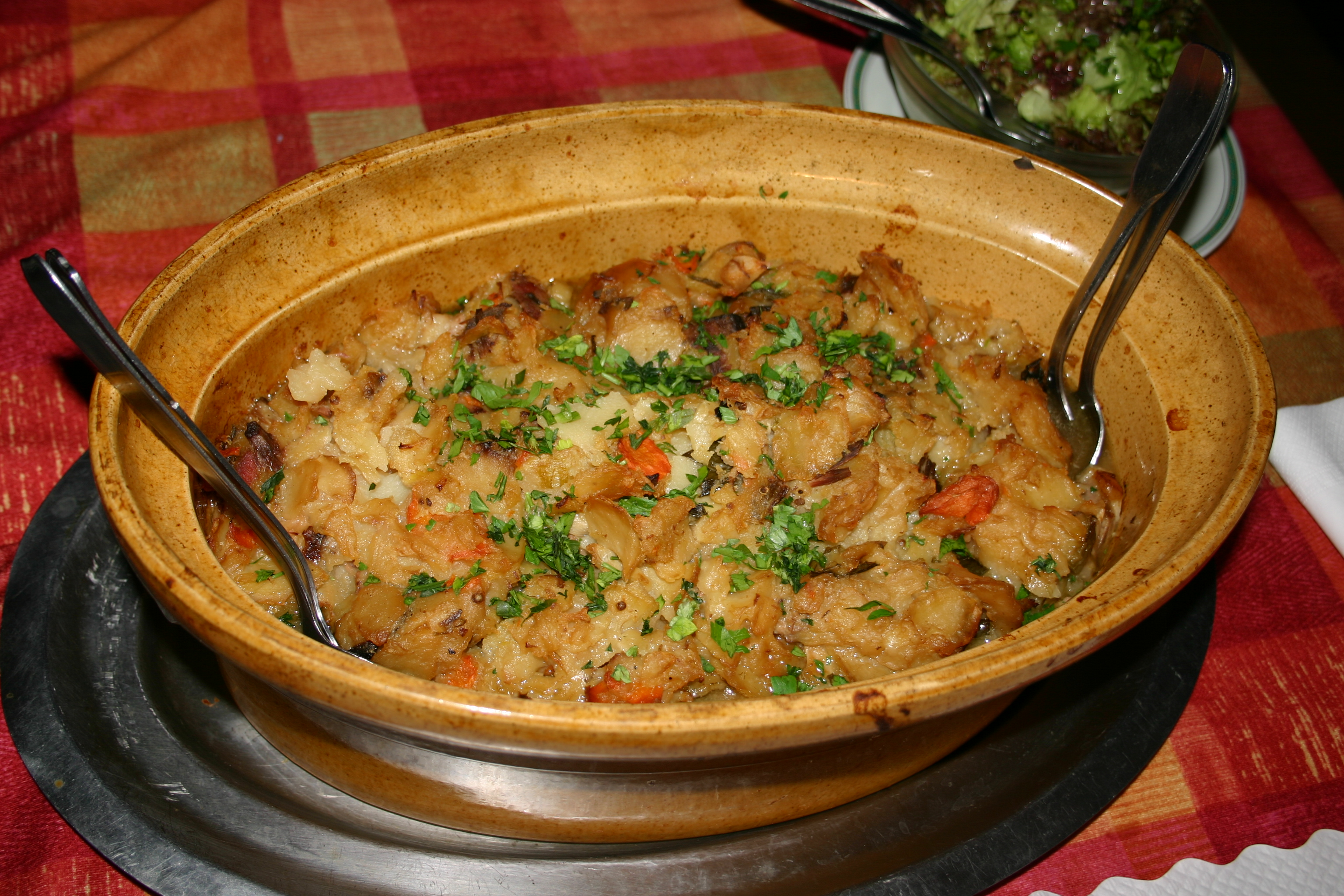
Baeckeoffe traditionnel.

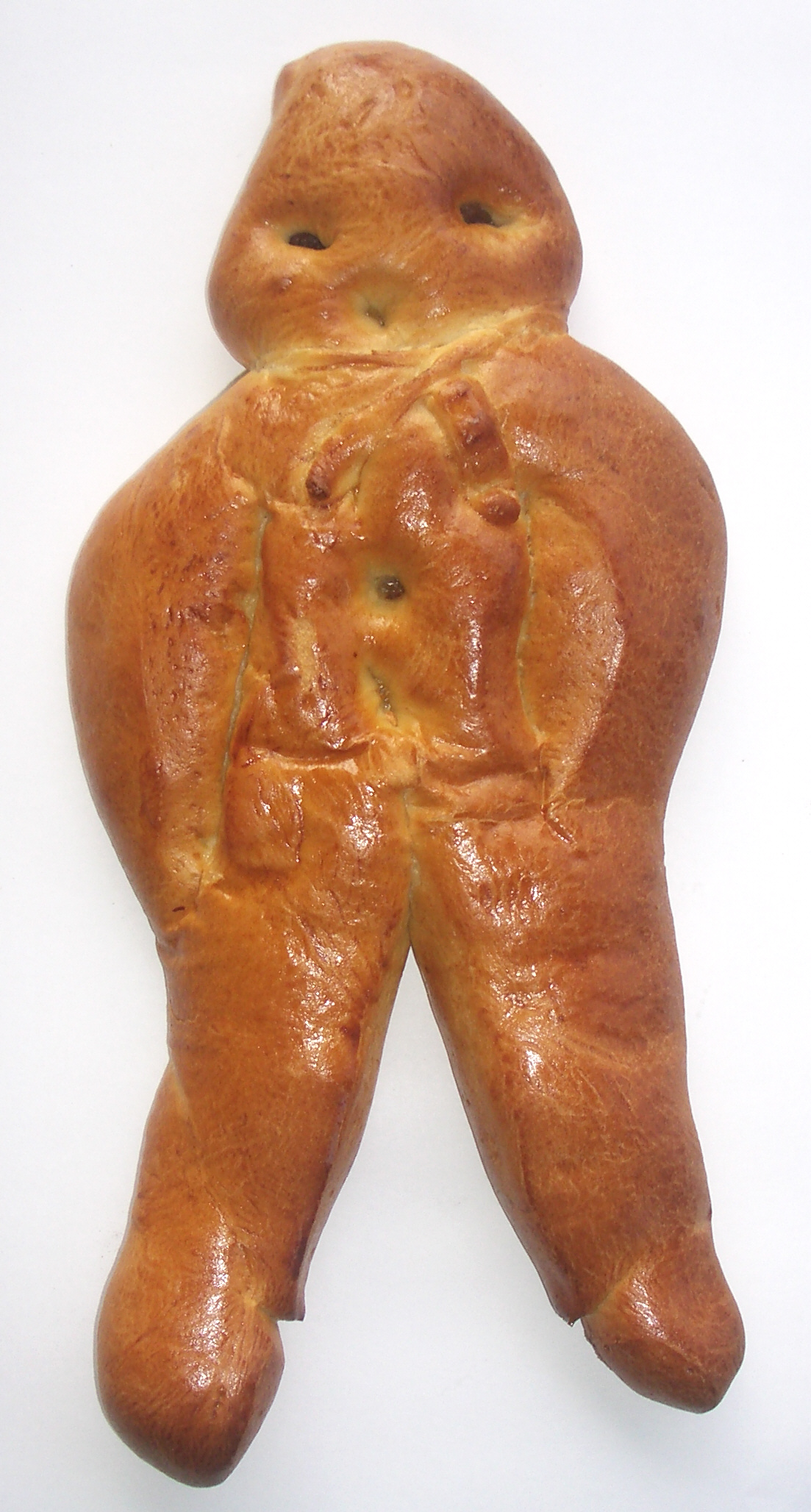
Maennele, petit bonhomme brioché traditionnel de la Saint-Nicolas.

En termes de gastronomie, l'Alsace est connue pour son vin, sa bière et sa choucroute. Mais d'autres spécialités rappellent les plats traditionnels. Ces mets sont à déguster dans les Winstubs, restaurants typiquement alsaciens.
Si la région jouit d'une certaine réputation gastronomique, sa production de produits locaux est également importante, et concerne essentiellement les boissons : la bière et le vin.
La brasserie alsacienne utilise le houblon et l'orge de la plaine de Basse-Alsace. Sa production correspond à plus de la moitié des ventes françaises.
Le vignoble est présent dans une grande partie de la région. Un itinéraire est nommé « route des vins d'Alsace » en 1953. Le vignoble d'Alsace, cultivé sur les collines sous-vosgiennes, bénéficie d'un micro-climat chaud et ensoleillé à l'origine de la grande variété de cépages. Les vins d'Alsace peuvent se consommer tout au long d'un repas.
Le sylvaner, le plus léger, peut être servi avec la charcuterie, les hors-d'œuvre ou le poisson. Le riesling ou les pinots, gris ou blanc, se dégustent avec la choucroute, la volaille ou le rôti, tandis que le pinot noir se plait avec les petits plats typiquement régionaux. Enfin, l'arôme velouté et la saveur fruitée du gewurztraminer ou du muscat accompagnent la pâtisserie alsacienne.
Bien servie par les produits de son sol, la charcuterie alsacienne est originale, puisque faite à la pure graisse d'oie ou de porc. Le jambon, le gendarme, la saucisse viennoise et la knack sont les classiques de la charcuterie alsacienne.
Les charcuteries sont souvent employées en potée. En effet, dans ce pot-au-feu, le bœuf est remplacé par du lard salé et des saucisses. Un chou blanc est ajouté aux autres légumes. La choucroute est le plat alsacien par excellence, la plus réputée étant celle cuisinée au vin d'Alsace.
Les autres incontournables sont le Baeckeoffe, à base de porc, mouton, bœuf et pommes de terre, et la tarte flambée (Flammekueche) avec fromage blanc (Bibeleskaes), parfois additionné de crème, oignons et lardons, ou encore les pâtes aux œufs (Spaetzle) agrémentées de crème fraîche et de croûtons. Outre cette cuisine familiale, l'Alsace produit de nombreux mets raffinés, comme le foie gras, très renommé, ou le sandre, succulent poisson.
Un mélange de quatre épices, nommé Viergewuerzmischung et composé de girofle, poivre noir, muscade et gingembre, est typique de la cuisine familiale alsacienne.
En ce qui concerne la pâtisserie, l'Alsace compte une grande variété de tartes, le Kougelhopf étant le gâteau traditionnel ainsi que le gâteau au vin blanc et le gâteau au vin rouge. Décembre et janvier, mois festifs donc gourmands, sont riches en spécialités pâtissières.
Le jour de la Saint-Nicolas, le 6 décembre, une multitude de petits bonshommes briochés aux yeux de raisins, appelés Maennele ou Mannala et de pain d'épices avec une image du saint envahissent les vitrines de la région. Dès cette date, les bonnes pâtissières, retranchées dans leur cuisine, confectionnent une quinzaine de variété de petits gâteaux appelés Braedele ou Bredala, dégustés durant les fêtes de Noël.
Le petit déjeuner de l'année nouvelle est célébré avec le Stolle (Christstolle), petit pain en pâte levée, et le bretzel géant. Les festivités se terminent avec la galette des Rois, plus connue.
La Winstub, littéralement pièce à vin, restitue le mieux l'art de vivre alsacien. À l'origine, il s'agit d'une salle ouverte au public, analogue au bar à vin, permettant aux propriétaires, les producteurs, d'écouler le surplus de leur production viticole. Le vin est servi en pichet toute la journée, accompagné de petits plats simples, comme le jarret de porc braisé. La législation de l'Alsace, subdivision administrative territoriale de l’Empire allemand qui autorisait les vignerons à faire restaurant chez eux pour concurrencer les brasseries allemandes, est en effet prorogée pour les vignerons alsaciens lorsque leur région est réintégrée à la France en 1919. L'équivalent lié à la vente de bière existe sous la désignation Bierstub.
Aujourd'hui, la Winstub est considéré comme le restaurant typiquement alsacien, par son esprit terroir et bistrot. On y retrouve les saveurs d'autrefois, les plats tels que les galettes de pommes de terre (Grumbeerekiechle) et les quenelles de foie (Lewerknaepfele) ou le baeckeoffe et la choucroute, plus riches. On y mange au coude à coude sur des tables en bois recouvertes de nappes à carreaux rouges.
Les repas s'attardent souvent autour d'un Stammtisch : autour d'une table, les habitués viennent refaire le monde. Autrefois, certaines Winstubs étaient le lieu de prédilection des artistes. Ils y discutaient, récitaient des poèmes ou jouaient de la guitare.
Les brasseries sont surtout prospères à partir du XVIIIe siècle. À l'époque, ce sont les fabriques mêmes qui sont installées dans la cité strasbourgeoise. Des bâtiments annexes y permettent la dégustation. D'abord lugubres et fréquentées par des cercles d'habitués, les brasseries s'ouvrent à un public plus large. Elles adoptent le style des brasseries bavaroises et accueillent des orchestres. Chaque établissement possède sa clientèle, qui varie selon la catégorie sociale et la tendance politique.
De nos jours, peu de grandes brasseries subsistent à Strasbourg, cédant la place aux Bierstubs, au cadre plus intime.

## Langue

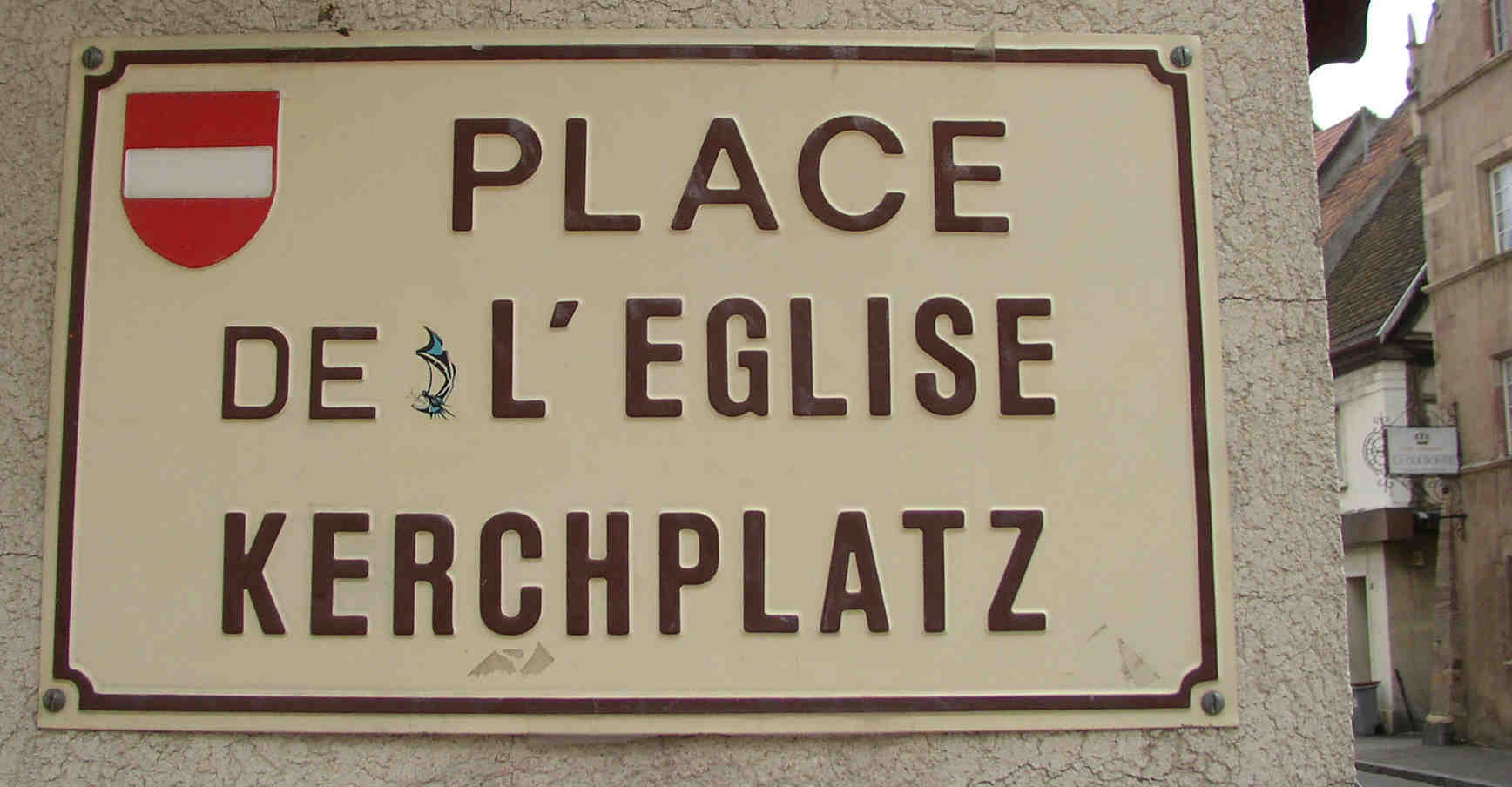
Plaque de rue bilingue à Ensisheim.

L'alsacien est toujours largement utilisé et reste une véritable langue véhiculaire, même si son usage s'amenuise, surtout en ville en raison de l'aspect cosmopolite des populations urbaines. Ce parler original n'est ni de l'allemand standard, ni du français, mais fait partie de l'allemand supérieur. Il est issu plus précisément du groupe alémanique parlé en Alsace centrale, comme dans le pays de Bade voisin et la Suisse alémanique limitrophe.
La frontière linguistique qui le sépare du français ne correspond ni à la route des Crêtes des Vosges, ni à des limites départementales. Ainsi certaines vallées du versant alsacien des Vosges ont depuis des siècles une culture romane (pays welche), dont la langue-support, le welche, est aujourd'hui en voie de disparition.
Au cours des alternances politiques qui ont attaché l'Alsace à la France ou à l'Allemagne, le français et l'allemand ont, à côté de ce parler traditionnel, tour à tour, bénéficié d'un régime de faveur, étant souvent enseignés et imposés de manière à éliminer l'alsacien, assimilé à la langue du pays vaincu.
L'alsacien provient des Alamans, peuples germaniques qui ont investi la région en 406, lors des invasions barbares dans l'Empire Romain. Le vocabulaire issu du latin n'avait cependant pas disparu, ce qui fit de l'alsacien une langue spécifique. La géographie linguistique de l'Alsace se divise en deux zones principales. Car outre le français républicain se parlent encore couramment le bas-alémanique de Basse-Alsace, ou bas-rhinois, le bas-alémanique de Haute-Alsace, ou haut-rhinois ; la limite poreuse se situant entre Sélestat et Colmar. Puis se distinguent des îlots particuliers comme le haut-alémanique du Sundgau, le bas-alémanique strasbourgeois qui comprend du francique, le francique rhénan lorrain de l'Alsace Bossue, le francique rhénan palatin dans la région de Wissembourg, quelques taches romanes à Orbey et dans la vallée de la Bruche, à Montreux et aux environs de Courtavon-Levoncourt.
Par ailleurs, l'alsacien s'écrit, au même titre que les autres alémaniques, à l'exemple de ce proverbe alsacien : Au d'schwàrze Hiehner läje wissa Eier, « les poules noires aussi pondent des œufs blancs. »

## Architecture traditionnelle

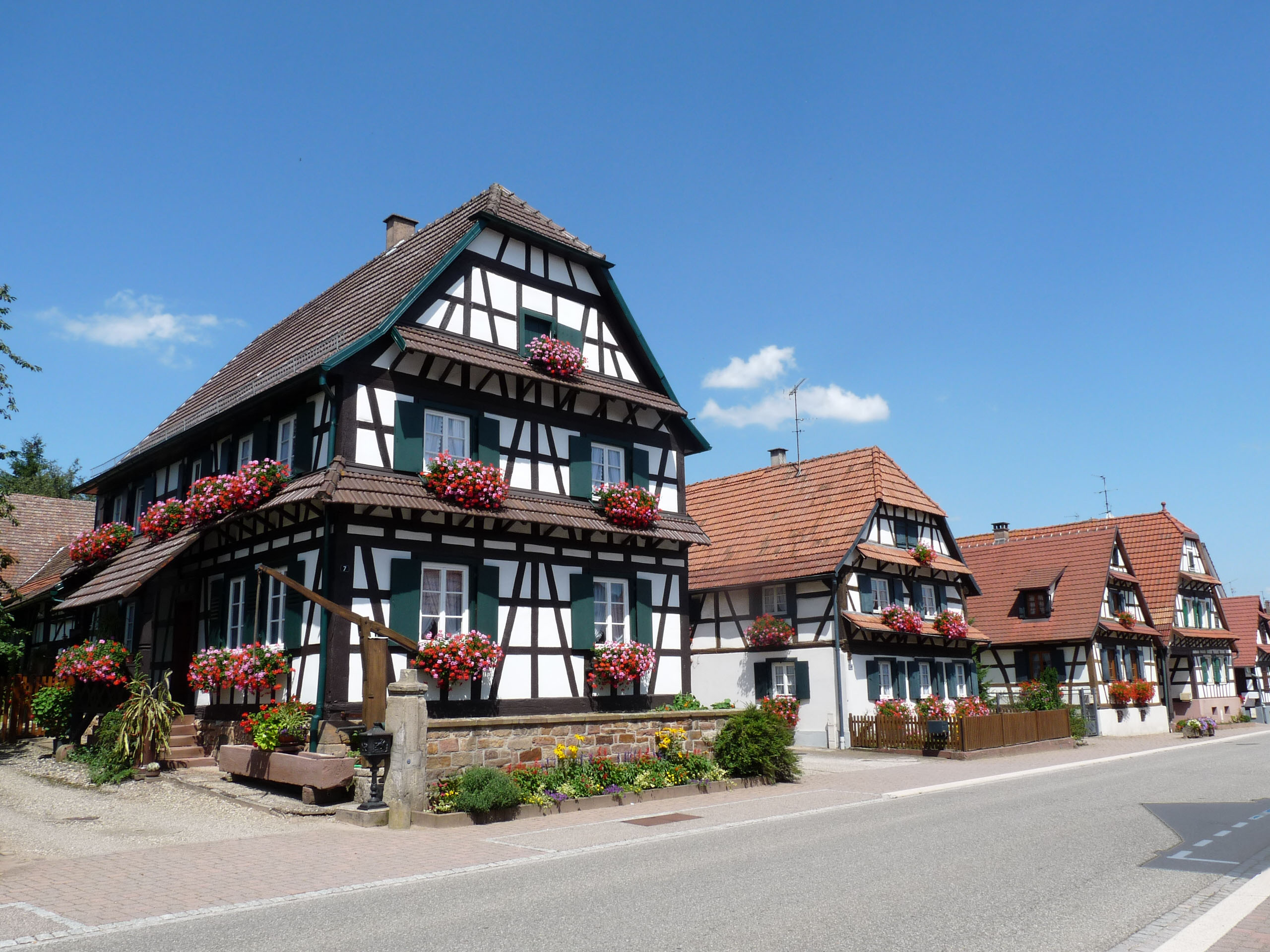
Maison à Betschdorf, et son faîtage tranché d'une Wàlm.

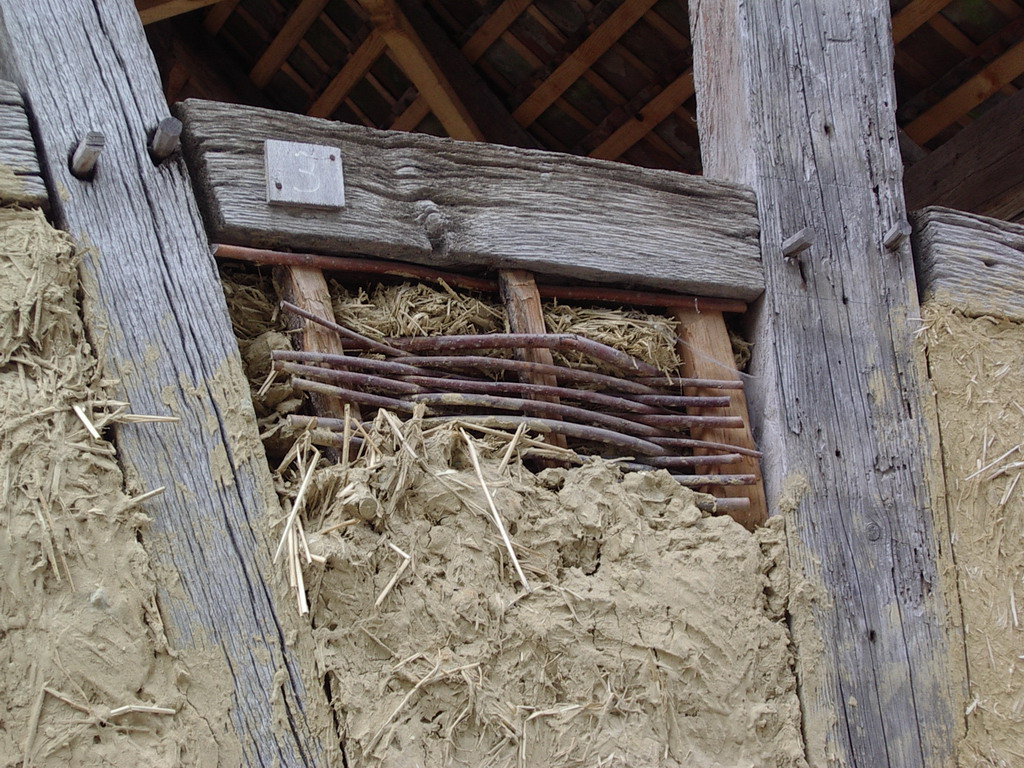
Mise en œuvre de torchis sur palançons tressés, écomusée d'Alsace.

La maison à colombage, ou Fàchwarikhüs, constituée d'une structure en bois démontable (assimilant ainsi traditionnellement ce type de bâtiment à un bien meuble) et de remplissages en torchis, est un des symboles de l'Alsace. Si le mode de couverture traditionnel est la tuile en écaille (dite Biberschwánz, soit « queue de castor », en raison de sa forme), il a souvent été remplacé par l'emploi, moins coûteux et plus pratique, de la tuile mécanique inventée au XIXe siècle par Gilardoni à Altkirch. Le colombage, encore nommé pan de bois apparent, disparaît peu à peu à partir de 1870, avec l'arrivée de maçons transalpins qui apporteront l'habitude de dissimuler la structure sous un crépi. Le colombage alsacien se distingue des autres par sa disposition oblique, et l'utilisation poussée de la triangulation des pans ; une technique essentielle pour affronter les séismes du fossé rhénan. Le toit, à charpentage triangulaire, présente une pente prononcée, atteignant souvent 60°, qui se redresse légèrement avant la gouttière. De structure à deux versants, leur faîtage est parfois tranché par une autre pente, la Wàlm. Les pans et poutrage sont emboîtés entre eux, et fixés par des clavettes et des chevilles de bois. Le torchis, Laehme ou Wickelbodde, est appliqué par pressage ou par superposition contre un tressage en bois souple, les palançons (Flachtwàrik). Le crépi à base de chaux sera soit laissé blanc, soit coloré en rouge, bleu, vert, jaune ou mauve, ou bien peint de motifs.
Dans son plan traditionnel la maison alsacienne entoure une cour intérieure souvent munie d'un puits, d'où l'on accède à l'entrée de la maison par un double escalier. La maison traditionnelle propose une pièce de vie principale de grande taille, la gross Stub, où siège le poêle en fonte (Plateofe), issu essentiellement des fonderies de Zinzwiller ou de Lucelle, ou en terre cuite (Kaechelofe ou Chunscht). C'est dans cette pièce que vit principalement la famille, ou que travaille l'artisan. Les murs sont soit couverts d'un lambris, Getafelt, plus ou moins ouvragé, soit traités à la chaux et colorés. Le plafond se décore de caissons de bois peint ou ouvragé. La cuisine séparée est de petite taille mais comprend un évier (Wàsserstein) muni à partir du XVIIIe siècle d'une pompe à eau ; il s'y lie un débarras indépendant appelé Kammerle, d'où une porte conduit aux bâtiments agricoles par la remise. Grands-parents et célibataires logent chacun dans une chambre à part, la klein Stub. On accède à la cave semi-souterraine de l'extérieur, par une porte cintrée pour le passage des tonneaux. Dans l'étage supérieur se trouvent les chambres, Kàmmere ; celles des enfants, du personnel domestique ancien et les chambres d'ami. Au même niveau se tient parfois une hotte qui récupère la fumée, le fumoir ou Reicherkammerle, qui permet de fumer des aliments comme le lard (Bürespeck). Sous les toits se trouve le grenier divisé en petites pièces. Jusqu'au XVIIIe siècle la fumée y circule directement, puis sera guidée vers l'extérieur par un conduit coiffé d'une mitre, ou Kàminkàpp. Dans certaines fermes le toit couvre plusieurs étages dont les niveaux sont marqués par de petites ouvertures caractéristiques. Ce sont les séchoirs.
Mais l'uniformité du style des maisons alsaciennes est une illusion, car il existe de part et d'autre de la région des variations architecturales. Si les maisons de l'Alsace Bossue se distinguent par des décorations de losange et par un premier étage en pierre de taille, celles du Pays de Hanau comprennent un porche en pierre et un poutrage très ornementé et sculpté. Dans le Kochersberg le bâtiment multiplie les balcons, à l'intérieur de la cour, et le porche en grès sculpté soutient les dépendances des domestiques ; les poutres s'ornent d'un petit personnage insolite, le Männele. La vallée vosgienne réduit la pente des toits et fait disparaître le colombage au profit de la pierre de taille. Dans le Sundgau la maison est d'un seul bloc, Eindàchhüs, réunissant toutes les fonctions sous un seul toit, et se caractérise par l'utilisation de poteaux corniers (Eckpfoschten) très massifs au-delà du XVIe siècle. Dans le Ried l'entrée ainsi que les façades sont couvertes d'un auvent et le colombage démarre à partir du sol avec un soubassement maçonné. On distingue ensuite les maisons de la plaine agricole, dont les porches en bois se décorent de losanges et d'une croix de Saint André. Dans le vignoble les maisons sont pourvues d'une cave à vin en pierre de taille, qui est chauffée en hiver pour maintenir une température idéale à la vinification. Les édifices utilisent généreusement le grès rose et la maçonnerie pour les encadrements, fontaines et puits.

## Costume traditionnel

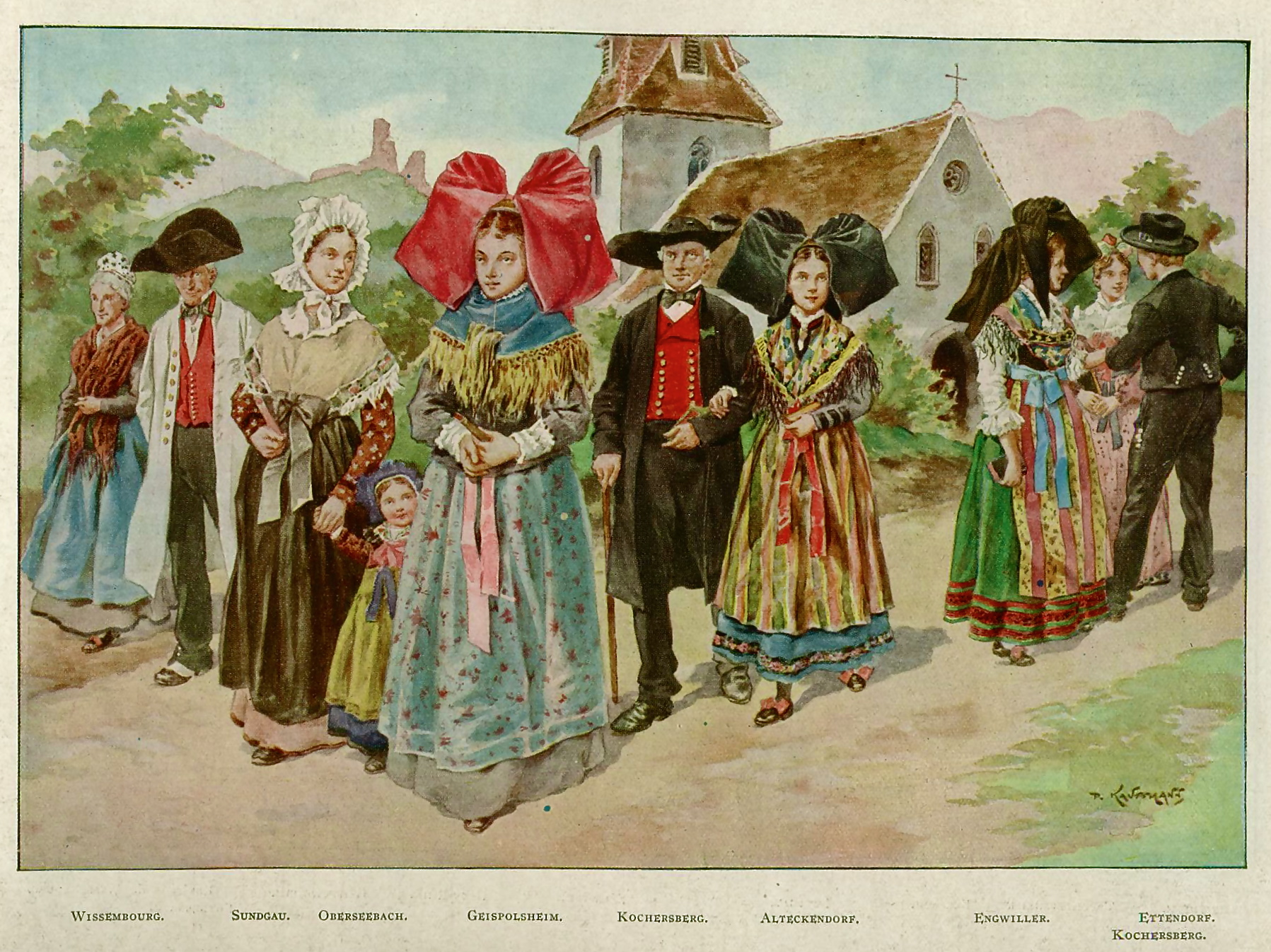
Costumes traditionnels d'Alsace.

Le costume traditionnel alsacien tel qu'il est exhibé dans le folklore contemporain, ou dans l'imagerie populaire, avec le grand nœud caractéristique n'est qu'un aspect épisodique du costume alsacien traditionnel, et date du début du XIXe siècle. Mais la guerre de 1870, qui fera de l'Alsace un Land allemand, verra l'apparition furtive d'une petite cocarde tricolore sur ce ruban noué, en guise de forte contestation et d'attachement à la France. Depuis cet événement la coiffe alsacienne à grand nœud noir, qui n'est que l'évolution ornementale d'une coiffe paysanne du Kochersberg, symbolisera la spécificité alsacienne, c'est-à-dire un fort attachement à la France tout en revendiquant une culture locale très développée à distinguer de la germanité d'outre-Rhin. Les coiffes traditionnelles les plus courantes, entre le XVIIIe et le XIXe siècle restent toutefois d'une forme moins connue du grand public, puisqu'il s'agit des coiffes à bec, ou Schnaeppenhub, et des bonnets à couture médiane, ou Schlupfkappen. Les coiffes à bec seront interdites en 1793 durant la Révolution française, qui les considère trop allemandes, dans le cadre de l'unification nationale.
Dans la vie quotidienne, et en dehors du symbolisme, le costume traditionnel a évolué au fil des époques, selon les nombreux apports culturels dont l'Alsace a bénéficié. Bien qu'il soit malaisé de définir une date marquant le début d'une mode alsacienne, témoin d'une certaine unité culturelle, il est possible de corréler l'émergence d'un style local à la stabilité d'une population dans le temps. Pour l'Alsace cette stabilisation aurait commencé durant l'ère de romanisation aux environs de 90 par la Pax Romana, avec le lent amalgame des diverses tribus celtes autochtones et la pérennisation des commerces, de l'artisanat et de l'agriculture, puis la naissance de la vigne alsacienne au IIIe siècle. Ainsi, malgré l'invasion décisive des Alamans en 406, le dépeuplement gallo-romain qui s'ensuivra, et l'incursion des Huns au Ve siècle qui laissera place à l'invasion franque, les pratiques locales perdurent et s'enrichissent, habillant l'Alsacien de synthèses des différents apports. De fait s'il n'existe pas de style contemporain alsacien, faute de créateurs de mode locaux et à cause de l'internationalisation des tenues vestimentaires, le passé a montré l'existence de spécificités stylistiques, d'inventions, notamment au XVIIIe siècle dans les grandes villes comme Strasbourg. Au XVIe siècle la jupe deviendra un marqueur religieux selon sa couleur, sa décoration et sa taille. Ainsi, si la jupe des femmes catholiques, nommée Kutt, reste longue jusqu'aux chevilles, celle des protestantes luthériennes, la Rock, se raccourcit jusqu'à laisser apparaître le jupon sur 10 cm. À partir de 1830, les protestantes porteront la jupe verte, bleue ou rouge, et les catholiques la jupe rouge garance. Une bordure de velours noir signera le deuil.

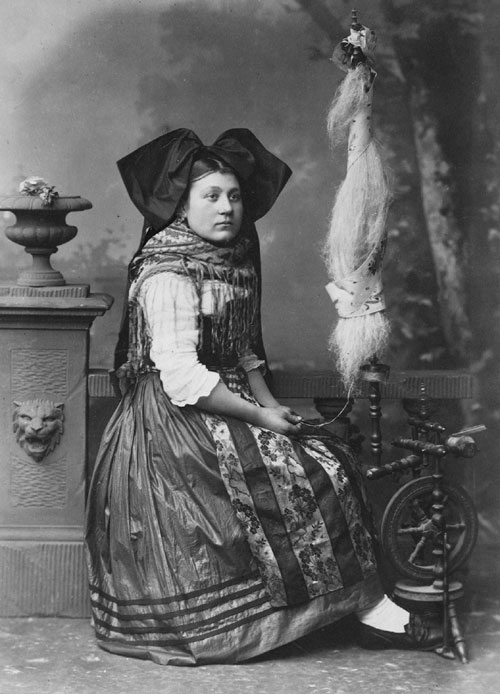
Photographie d'une alsacienne en costume traditionnel par Adolphe Braun (années 1870).

### Le costume masculin
Dans sa version traditionnelle de la région de Strasbourg, il est utilisé pour les évènements folkloriques et les représentations de bloosmusik. Il se caractérise par une profusion de boutons dorés, entre 60 et 70 selon la richesse de celui qui le porte.
- chapeau à larges bords en feutre noir
- pantalon noir garni de 5 boutons dorés du côté extérieur
- veste noire garnie de boutons dorés
- gilet rouge croisé
- chemise blanche avec un galon noir noué au cou

### Le costume féminin
Celui-ci est beaucoup plus complexe, une coiffe composée d'un bonnet noir et d'une bande de tissu de 3,60 mètres de longueur que l'on croise pour obtenir un nœud, il est cousu sur le bonnet. Il forme des pans retombant à l'arrière de la tête.
- chemisier blanc en broderie anglaise
- jupe avec un corselet blanc et plastron
- tablier noir brodé
- châle rouge vert
- panty et jupon

## Marché de Noël

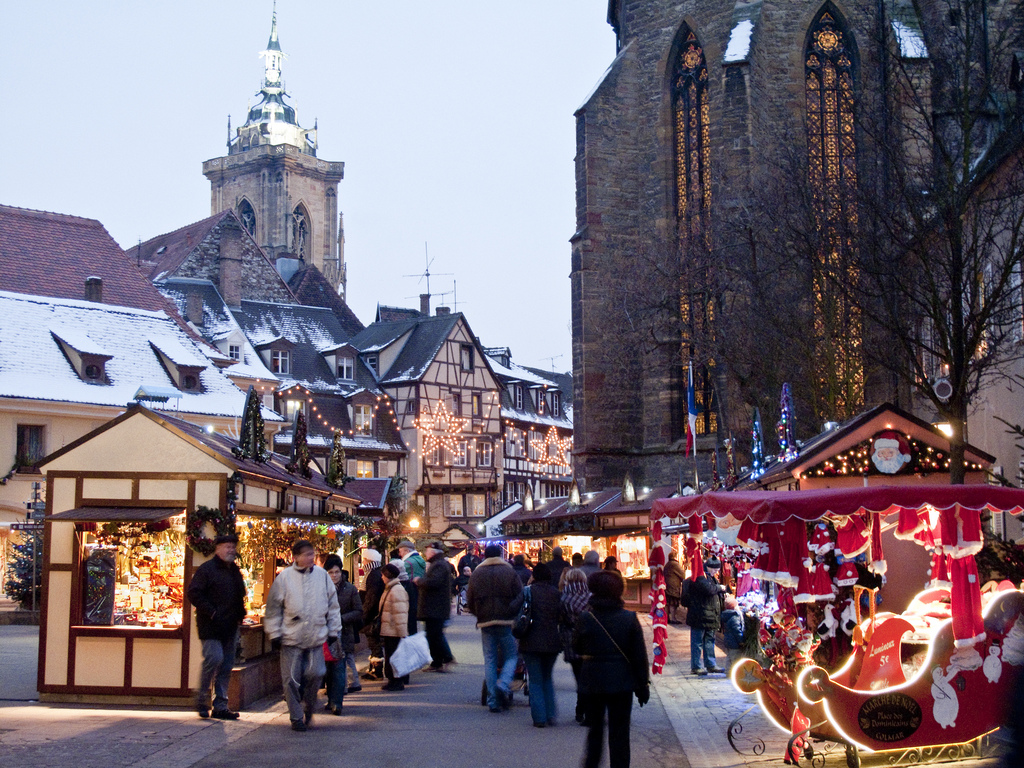
Marché de Noël à Colmar.

Les premières traces des marchés de Noël remontent au XIVe siècle en Allemagne et en Alsace, sous l'appellation « Marché de Saint Nicolas ». Le premier document relatant un marché de Noël est daté de 1434 sous le règne de Frédéric II de Saxe, évoquant un « Striezelmarkt » qui a eu lieu à Dresde le lundi précédent Noël. Plus tard, la Réforme a perpétué la tradition en le rebaptisant « Christkindelsmärik » (marché de l'Enfant Christ) pour lutter contre le culte des saints. Le marché de Noël de Strasbourg date de 1570, celui de Nuremberg de 1628.
Au XIXe siècle, le Christkindelsmärik se tenait au Frohnhof (place aux corvées) entre la cathédrale Notre-Dame de Strasbourg, le palais des Rohan de Strasbourg et le musée de l'Œuvre Notre-Dame (actuelle place du château) et avait lieu huit jours avant Noël et jusqu'à la messe de minuit.
Un important renouveau, considéré comme commercial, a eu lieu au milieu des années 1990. De nombreuses villes en Europe ont instauré leur propre marché de Noël avec des chalets et parfois des attractions.

## Musique
De l'organiste Albert Schweitzer à Roger Siffer, en passant par le compositeur Victor Nessler, la musique alsacienne s'étend sur un large domaine stylistique. L'Alsace est doté d'un conservatoire de musique très actif de rayonnement européen, et ouvert à l'international, grâce au conservatoire de Strasbourg inauguré en 1855. Outre l'enseignement, il accueille un centre expérimental de musique contemporaine ainsi qu'un laboratoire de percussions.
La musique folklorique est fortement liée aux autres musiques germaniques (ou alémaniques), et se présente surtout sous la forme d'ensembles de cuivres jouant de la Bloosmusik lors des festivités locales. Beaucoup d'orchestres jouent également à l'international à l'image de l'orchestre de brasserie Perle. Comme en Allemagne cette forme musicale reste très vivante et de nombreux compositeurs contemporains, dont le trompettiste Pierre Schneider, continuent de l'enrichir. À l'instar de la musique celtique, elle connaît aussi une modernisation grâce à des groupes comme les Bredelers qui chantent en alsacien, et dont le fondateur défend aussi la langue française sur la scène internationale avec Ludax, un groupe Rock Pop Pirate.
Quelques orchestres parmi les plus connus d'après-guerre, de Strasbourg, figurent D’ Meislocker, Les Joyeux Strasbourgeois, Les Cigognes d'Alsace ou D'Luschtige Steckelburger. Les orchestres de brasserie, eux, sont soutenus par de grandes brasseries alsaciennes et participent à des évènements liés à la bière ou à des festivités gastronomiques, voire à des concours. Leur nom reprend celui de la brasserie, comme le groupe D'Fischerkappel ou Kronenbourg.

## Vie artistique et intellectuelle

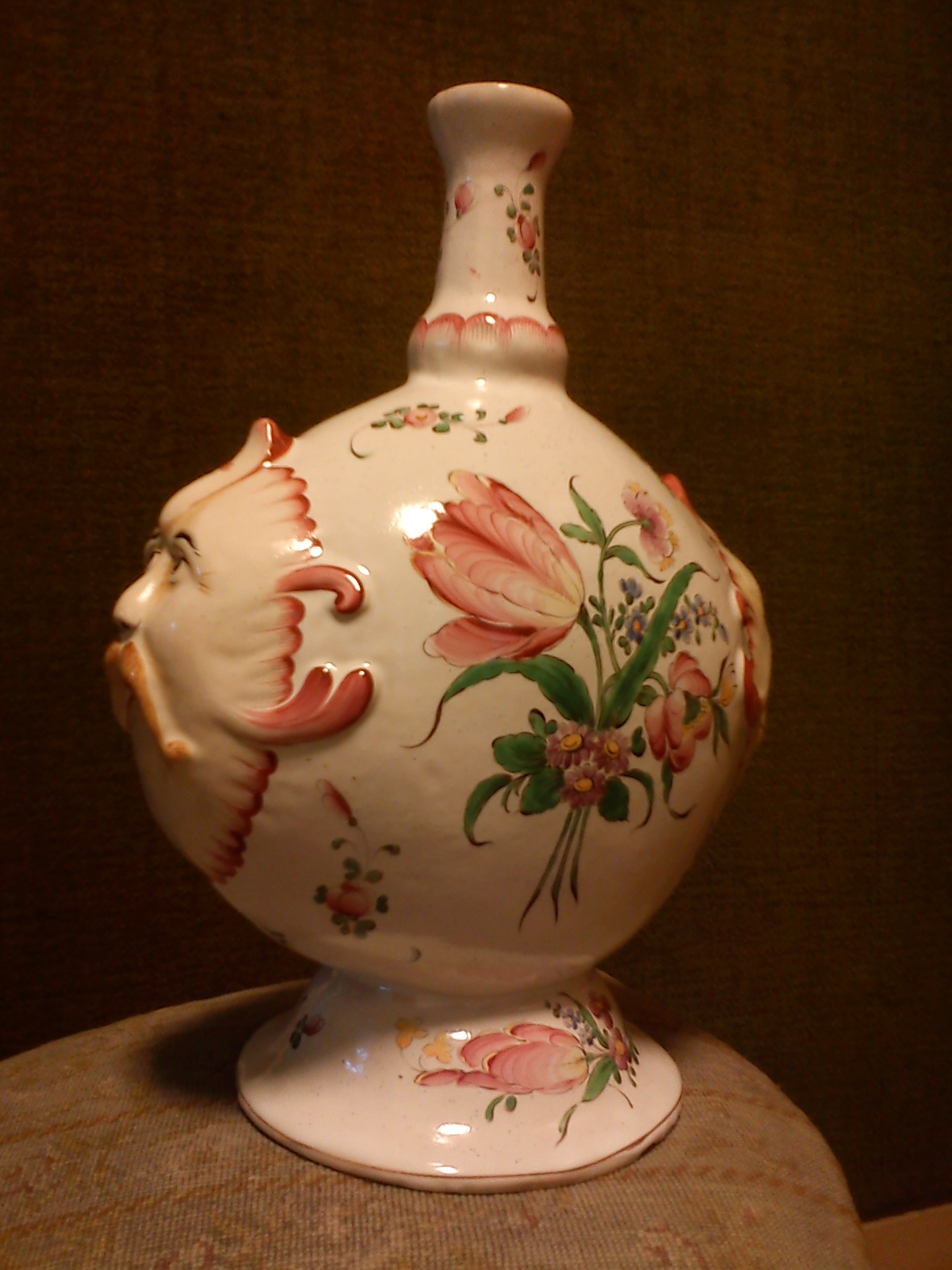
Poterie terre vernissée de Strasbourg.

Depuis l'antiquité, l'Alsace est le lieu d'un brassage culturel très riche. La fertilité de son sol et les routes commerciales en font un centre de ravitaillement pour les armées romaines, de sorte qu'un artisanat organisé se développe, conduisant au fil des époques à des corporations (Zunft) d'artisans d'art puis à la genèse d'un centre artistique et littéraire, notamment grâce à l'imprimerie installée dans la république de Strasbourg dès le milieu du XVe siècle, au lycée protestant de Strasbourg (Gymnasium) et au succès de l'Humanisme diffusé par l'École Latine de Sélestat.
L'artisanat d'art le plus connu et le plus ancien concerne la poterie, en particulier la terre vernissée. Les styles portent le nom des villages où siégeaient les artisans ; on connaît ainsi encore le style Soufflenheim, Betschdorf, Haguenau, Diemeringen, Adamswiller et Butten ; mais beaucoup moins les styles de Strasbourg, Colmar et Mulhouse.
Au milieu du XXe siècle apparaît une scène théâtrale humoristique en alsacien, avec Germain Müller, dans un théâtre nommé le Barabli (parapluie). S'agissant des arts graphiques, ce sont les œuvres de Hansi, puis de Tomi Ungerer, qui demeurent les plus connues de la culture alsacienne auprès du grand public.

### Auteurs et humanistes
La poésie commence avec celle chantée par les troubadours du Moyen Âge, les Minnesaenger. Les humanistes alsaciens étaient surtout publiés, grâce à l'invention de Gutenberg, par les principaux éditeurs et imprimeurs de Strasbourg que furent Grüninger, Schott, Knobloch, Flach, Hupfuff, avec une organisation commerciale de niveau européen et un développement du mécénat.
- Konrad Puller de Hohenburg : troubadour.
- Reinmar de Haguenau : troubadour.
- Goesli d’Ehenheim : troubadour.
- Gottfried de Strasbourg : « Tristan et Iseut ».
- Jean Geiler de Kaysersberg (1446-1510).
- Sébastien Brant (1457-1521) : magistrat de métier, il écrira sur les différentes formes de « folie » avec la Nef de Fous (Narrenschiff), déjà polémique pour l'époque puisque rédigé en allemand et non en latin.
- Jakob Wimpheling (1450-1528) : historien, moraliste et professeur.
- Ottmar Nachtgall (Luscinius) (1480 - 1537) : musicien, philologue, helléniste strasbourgeois.
- Beatus Rhenanus (1485-1547) : éditeur d'auteurs classiques.
- Johann Fischart (1546-1591) : satiriste, pamphlétaire.
- Jérôme Guebwiller (1473-1545)[16].
- Johann Witz (Sapidus) (1490-1561)[17],[18].

### Après 1700
- Théophile Pfeffel (1736-1809), poète, traducteur
- Auguste Stoeber (1808-1884), poète, philologue
- Rodolphe Reuss (1841-1924), écrivain, historien de l'Alsace
- Gustave Stoskopf (1869-1944), dramaturge, poète, peinture, célèbre pour sa pièce politique D’r Herr Maire
- Alfred Kastler (1902-1984), physicien et poète
- Jean Christian Hackenschmidt (1820c-1880c ?), poète
- Albert et Adolphe Matthis (1874-1930 & 1944), poètes.
- Marie Hart (1856-1924), écrivaine (G'schichtlen un Erinnerungen üs de sechziger Johr)
- René Schickele (1883-1940), écrivain et poète
- Jean Egen (1920-1995), écrivain
- André Weckmann (1924-2012), écrivain et poète
- René-Nicolas Ehni (1935-2022), écrivain, dramaturge

### Catégories
- Écrivains alsaciens
- Écrivains de langue alsacienne

### Peintres, sculpteurs
Le bouillonnement culturel alsacien, en plus d'engendrer ses propres artistes, attirait de nombreux étrangers.

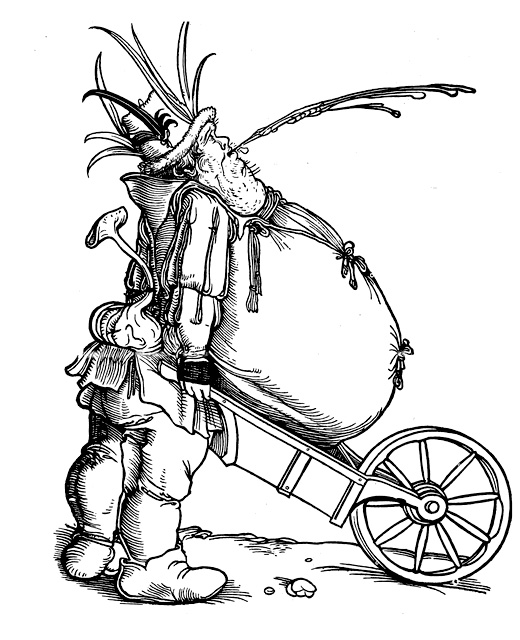
Hans Weiditz : l'outre à vin et la brouette.

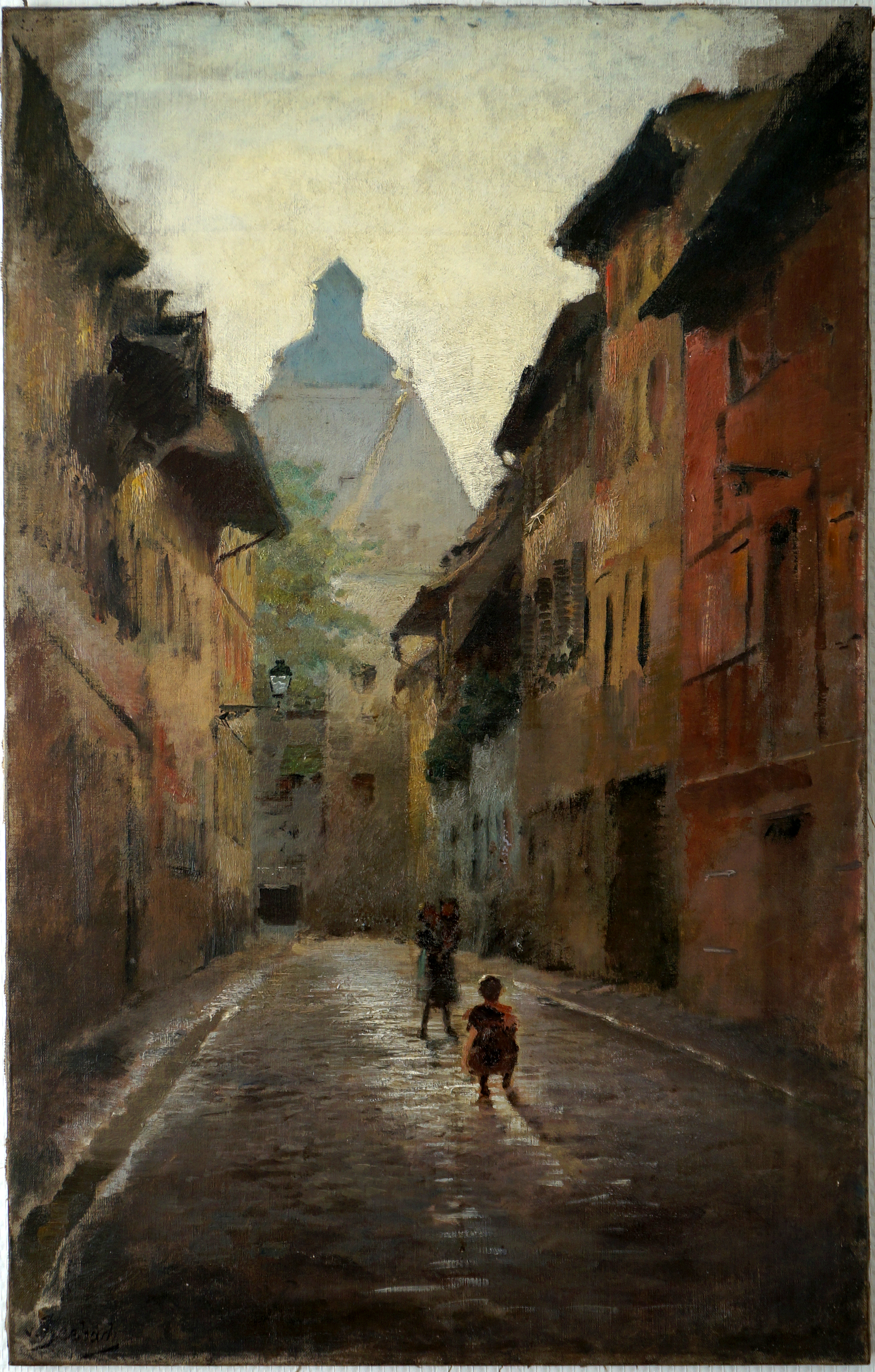
Huile sur Toile, L. de Seebach, rue de l'hôpital à Strasbourg.

- Nicolas Gerhaert de Leyde : sculpteur flamand, se fixe à Strasbourg de 1463 à 1467 et réalise l'Homme accoudé de la cathédrale de Strasbourg.
- Nicolas Meisterlin : sculpteur.
- Veit Wagner : sculpteur.
- Georges Mueglich : sculpteur, réalise la croix du cimetière de Colmar en 1507.
- Hans Bonghart : sculpteur, réalise le polyptyque de Kaysersberg en 1518.
- Nicolas Hagnover : sculpteur, réalise le retable de la cathédrale de Strasbourg en 1501.
- Hans Weiditz : illustre entre autres l'édition Knobloch de la Bible de Luther en 1524.
- Jean Wechtelin : illustrateur-graveur.
- Hans Baldung Grien (1484-1545) : s'installe à Strasbourg en 1509, illustre les ouvrages de Geiler von Kaysersberg.
- Martin Schongauer (1445-1491) : peintre connu pour sa Tentation de Saint-Antoine, la Vierge au buisson de rose et la Sainte Famille.
- Mathias Grünewald (né vers 1475–1480, mort en 1528) : peintre.
- Jacques Rothmueller (1804-1862) : peintre, lithographe.
- Théophile Schuler (1821-1878) : artiste peintre.
- Jean-Jacques Henner (1829-1905) : artiste peintre romantique.
- Frédéric Auguste Bartholdi (1834-1904) : sculpteur.
- Lothaire de Seebach (1853-1930) : peintre.
- Léon Hornecker (1864-1924) : artiste peintre.
- Charles Spindler (1865-1938) : illustrations et marqueterie alsatique.
- Benoît Hartmann (1865-1945) : aquarelliste, peintre.
- Alfred Marzolff (1867-1936) : sculpteur.
- Henri Loux (1873-1907) : illustrateur.
- Paul Braunagel (1873-1954) : peintre, illustrateur.
- Auguste Cammissar (1873-1962) : peintre-verrier.
- Léo Schnug (1878-1933) : illustrateur, redécore notamment la maison Kammerzell et le Haut-Koenigsbourg.
- Luc Hueber (1888-1974) : peintre et coloriste.
- Hans Haug (1890-1965) : dessinateur, directeur des musées.

## Légendes et contes d'Alsace

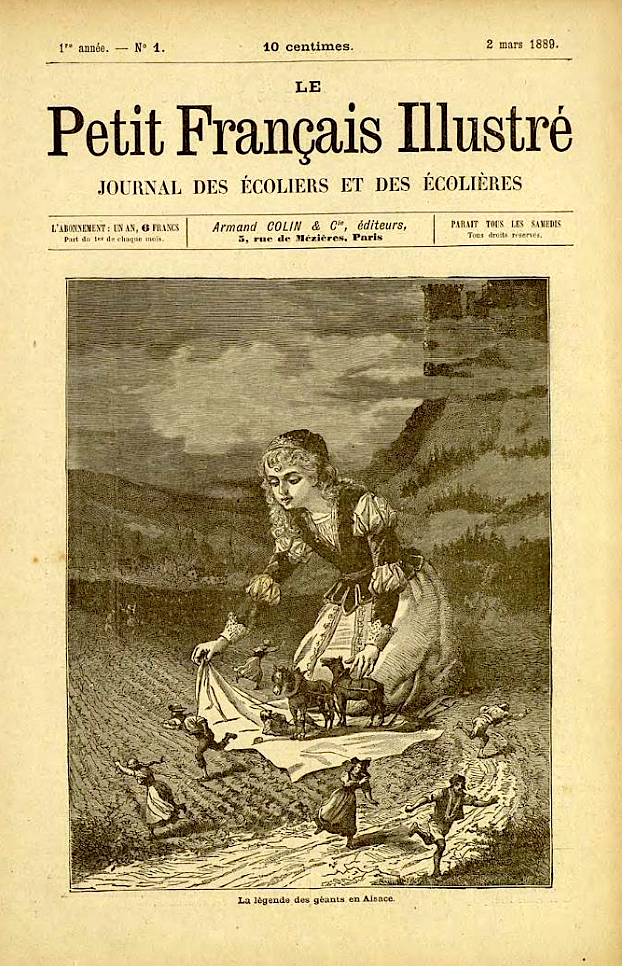
« La légende des géants en Alsace » (Le Petit Français illustré, 2 mars 1889).

L'Alsace comme la région voisine du Pays de Bade sont très riches en légendes que les folkloristes essayent depuis le XIXe siècle de retranscrire pour faire face à la disparition de la transmission orale traditionnelle. Ce monde légendaire, élaboré entre le XVe et le XVIIIe siècles était alors transmis lors des Kunkelstuben (veillées villageoises). Gérard Leser a regroupé ces légendes qui évoque la présence des créatures du petit peuple d'Alsace telles que les gnomes, nain, lutins, génies domestiques mais également des géants.

### Filmographie

#### Fiction
- La Grande Illusion, film de Jean Renoir, partiellement tourné en Alsace en 1937
- Les Tilleuls de Lautenbach d'après le roman de Jean Egen. Téléfilm de Bernard Saint-Jacques qui a adapté et scénarisé le roman. Nymphe d'or de la mise en scène au festival de Monte Carlo en 1984
- Les Alsaciens ou les Deux Mathilde, film réalisé par Michel Favart, 1996 : téléfilm qui raconte de façon fictive les aventures de plusieurs familles alsaciennes confrontées au changement de nationalité provoqués par la Guerre franco-prussienne de 1870, la Première Guerre mondiale et la Seconde Guerre mondiale.

#### Documentaires
De nombreuses archives télévisées liées à la culture alsacienne peut être consultées sur le site de l'Institut national de l'audiovisuel (INA), notamment :
- Maisons d'Alsace, Les Actualités françaises, 1 janv. 1954, 12 min 55 s
- La nouvelle Alsace, Cinq colonnes à la une, 7 févr. 1964, 18 min 54 s
- Les frontières linguistiques en Alsace par Germain Muller, Les conteurs, 6 mai 1967, 2 min 25 s
- L'histoire du vin d'Alsace par Germain Muller, Les conteurs, 6 mai 1967, 1 min 51 s
- Tomi Ungerer sur la créativité issue de minorité culturelle comme l'Alsace, Tiens sie redde au elsaessisch/Tiens ils parlent aussi alsacien, France Régions 3 Strasbourg, 20 juin 1981, 1 min 36 s
- Concordat en Alsace, Hors sujet, 29 mars 1991, 7 min 48 s
- Statut Alsace Moselle, France 3, 18 janv. 2004, 2 min 50 s